# Starý a Nový zámek (Studénka)
Starý a Nový zámek ve Studénce je komplex památkově chráněných staveb ve městě Studénka. Vedle původně renesančního Starého zámku a barokního, novogoticky přestavěného Nového zámku jej tvoří zámecký park se stopami původní středověké tvrze, ohradními zdmi a branou. K areálu přiléhá objekt bývalého panského dvora a při něm stojící kaple. Zámecký areál patří městu Studénka a využívají jej různé instituce. Dne 4. října 1999 byl prohlášen za kulturní památku.

## Starý zámek
Vesnice Studénka tvořila nejpozději od počátku 15. století samostatný statek v držení drobné šlechty, která si na mírně vyvýšeném místě na pravé straně Studeneckého potoka, naproti farnímu kostelu svatého Bartoloměje, vybudovala sídlo – tvrz. Její původní umístění lze identifikovat pomocí destrukce nalézající se v západním cípu dnešní zámecké zahrady. Písemně je výslovně doložena poprvé roku 1478, kdy byla Studénka v držení pánů z Fulštejna.
Držitelé tvrze a vsi Studénky se v 15. století rychle střídali. Ze Studénky zřejmě pocházeli rytíři ze Studénky, dosvědčení roku 1415 na blízké Slatině, v držení Studénky však přímo doloženi nejsou. T. Baletka uvádí jako držitele Studénky k 2. květnu 1400 Viléma a Jana z Fulštejna a Slavkova, za datum první zmínky o Studénce se však tradičně považuje rok 1412, kdy ji držel František Čambor z Přívozu s bratry Hanušem a Kunešem. V roce 1431 zde seděl Čeněk z Tvorkova, který nechal roku 1436 přepsat vlastnictví statku na Jana Třebického z Pozdětína, jenž je ještě téhož roku postoupil majitelům hradu a panství Štramberka, rytířům Bočkovi a Vilémovi Puklicům z Pozořic. Boček Studénku již roku 1441 prodal Janu Skrbenskému z Doloplaz, a ten ji roku 1447 prodal Smilovi Kobylkovi z Kobylího, majiteli blízkých Velkých Albrechtic. Po Smilově smrti před rokem 1453 jeho bratr Oldřich prodal statek bratrům Zbyňkovi a Václavovi Hřivnáčům z Heraltic. Prodej byl zaregistrován do zemských desk až roku 1467 a téhož roku nabyvatelé Studénku prodali Mikulášovi z Fulštejna na Lubojatech.
Ve vlastnictví Fulštejnů zůstala Studénka celé století. Po smrti Mikuláše (kolem roku 1484) po něm dědili jeho synové Mikuláš, Vilém, Václav a Jan, kteří si roku 1478 dědictví rozdělili tak, že Studénka připadla společně Václavu (zemřel asi roku 1524) a Janovi (zemřel mezi lety 1513 a 1517). Po Václavově smrti prodali roku 1525 jeho nezletilí synové Jan, Mikuláš, Vilém a Jindřich Studénku i s tvrzí svému poručníkovi, Ojíři z Fulštejna z linhartovské větve rodu, který byl zároveň poručníkem jejich bratranců Mikuláše, Václava a Hanuše, synů Jana z Fulštejna. Těmto také roku 1528 Ojíř Studénku zapsal (ač Mikuláš byl již v té době mrtev). Václav a Hanuš se dostali do finančních potíží a roku 1543 museli prodat svůj hlavní majetek – Bílovec i jiné statky. O Studénce se výslovně nehovoří, roku 1554 ji však již držel (Bedřich nebo Karel) Herbort z Fulštejna a roku 1560 výslovně oba tito bratři, Ojířovi vnuci z linhartovské větve rodu.
Poslední majitelé statku z rodu Fulštejnů, bratři Karel a Bedřich Herbortové z Fulštejna, dali roku 1567 postavit blíže potoka renesanční zámek, který sídelní funkci tvrze nahradil. Bedřich však již roku 1568 zemřel a jeho vdova Salomena Zoubková ze Zdětína se švagrem Karlem Herbortem z Fulštejna o rok později panství i zámek prodali Hynkovi Bruntálskému z Vrbna, majiteli klimkovického panství. Ten statek prodal roku 1580 Bernardovi Pražmovi z Bílkova. Po smrti bezdětného Bernarda roku 1600 dědil syn jeho bratra Jana, Šebor Pražma z Bílkova. Ten zemřel roku 1623 a jeho panství (vedle Studénky Odry) byla zcela zadlužena. Namísto jeho synů (Jan Bernard, Jan Mořic, Šebastián a Jindřich), ostatně zapletených do protihabsburského odboje, se jich proto zmocnil císařský fiskus. Roku 1634 pak císař prodal statek svému oblíbenci, novému majiteli blízkého Fulneku, Václavu Bruntálskému z Vrbna.
K roku 1637, kdy Studénku vlastnil Václav hrabě Bruntálský z Vrbna (zemřel 1649), je zaznamenána přestavba zámku, zřejmě jen náprava válečných škod. Podrobný popis zámeckého areálu existuje z roku 1705, kdy byla z podnětu opavského hejtmana Rudolfa hraběte z Gašína sepisována pozůstalost po Václavovu synovi Janu Františkovi (Studénku vlastnil v letech 1649–1705). Samotný zámek byla tehdy čtyřkřídlá (dvě křídla byla zděná a dvě křídla dřevěná) dvoupodlažní budova, jejíž vnitřní dvůr obcházela pavlač. Vstupovalo se do něj přes nevelké nádvoří, po jehož stranách se nacházely pivovar a obydlí sládka. K zámku patřily tři malé a jedna velká zahrada, dvě sýpky a dva čtyřhranné panské dvory, větší původní a novější menší pocházející z doby Václava Bruntálského z Vrbna. Za Bruntálských z Vrbna (1634–1722) patřila Studénka k panství Fulnek a zámek sloužil pouze pro hospodářsko-správní účely. Jeho posledním majitelem z tohoto rodu byl syn Jana Františka, hrabě Josef František.
Ten prodal roku 1722 Studénku s Bravanticemi Františku Jindřichovi Řeplínskému z Berečka (zemřel 30. ledna 1754). Po něm dědili jeho synové Antonín (zemřel roku 1762) a Josef Kryštof. Za Řeplínských z Berečka (1722–1771), kteří ve Studénce sídlili, byl vybudován Nový zámek a dosavadní zámek byl kolem roku 1762 (letopočet vyznačený na praporci korouhvičky na vížce) přestavěn na pivovar. Ten však nefungoval dlouho, protože roku 1771 Josef Kryštof Studénku prodal majiteli blízkých Jistebníku a Polanky nad Odrou Janu Václavovi svobodnému pánu z Mönnichu, který již měl pivovar v Polance. Namísto toho byla ve Starém zámku umístěna palírna lihu, která fungovala až do roku 1932, společně s hospodou.
Od roku 1936, kdy zámecký areál od tehdejších majitelů hrabat Blücherů z Wahlstattu odkoupila obec Studénka, sloužila budova pro účely veřejné správy i ubytování. V současnosti (2013) sídlí v jeho části správa Chráněné krajinné oblasti Poodří.
Starý zámek ve Studénce se skládá z centrální dvoupodlažní budovy (č. p. 154) obdélníkového půdorysu se symetrickým sedmiosým průčelím a s mansardovou střechou a vížkou; a dále ze dvou přízemních obdélných budov (č. p. 1 a 177) s mansardovými střechami po obou stranách ústředního objektu.

## Nový zámek
V roce 1722 získal studénský statek František Jindřich Řeplínský z Berečka a později jej určil pro mladšího syna Josefa Kryštofa Ondřeje. Dosavadní renesanční zámek, výlučně hospodářsky využívaný, však tehdy nepostačoval jako reprezentativní sídlo a nový majitel dal v letech 1749–1750 vystavět v zámecké zahradě novou barokní dvoupodlažní budovu, nynější Nový zámek (Panská ulice č. p. 229). Panství bylo nedlouho poté (1771) prodáno bratrům Gottfriedovi Emanuelovi a Janu Václavovi svobodným pánům z Mönnichu; po smrti Gottfrieda Emanuela (1778) i Václava Jana (1787) přešlo na Václavovu nemanželskou dceru Annu Marii Teklu provdanou Larischovou a po její smrti (1829) na její dceru Marii, jež se roku 1832 provdala za Gebharda (II.) Leberechta hraběte, od roku 1841 knížete Blüchera z Wahlstattu; jeho rod pak zámek vlastnil do 20. století.
Gebhard II. dal zámek a jeho okolí radikálně přestavět. Vznik nového dvora jihozápadně dosavadního zámeckého areálu umožnil likvidaci některých hospodářských budov v těsné blízkosti zámku a založení zámeckého parku. K dosavadní jednopatrové budově byl přistavěn nový pavilón směrem do zahrady, válcová vížka se schodištěm a především mohutná hranolová věž s vlastní válcovou schodištní vížkou. Čelní fasáda byla upravena a doplněna o tři strmé štíty a balkón z blanenské litiny, zcela nově bylo koncipováno rovněž hlavní vnitřní schodiště z mramoru z Velkých Kunětic a se zábradlím rovněž z blanenské litiny. Stavba podle návrhu vídeňského stavitele pocházejícího z Krnova Adolfa Korompaye (1800–1864) započala v roce 1860 a byla dokončena v roce 1863; schodištní vížka a část pavilonu se přitom v první fázi stavby zřítily a Korompay byl soudně donucen uhradit způsobenou škodu.
Nový zámek sloužil k přechodným pobytům Blücherů a k ubytování úředníků. Marie Larisch-Mönnichová dala roku 1883, ještě před svou smrtí (1889), přepsat raduňské panství včetně zámku ve Studénce na svého syna Gebharda (III.) Leberechta. Ten zase roku 1912 předal panství svému nejmladšímu synovi Lotharu Vilémovi. Posledním soukromým majitelem zámku byl Lotharův syn Hugo Blücher-Wahlstatt. Po 1. světové válce byl pronajat obci Studénka, která v něm umístila legionářskou obchodní školu, pak část měšťanské školy, případně jej využívala jako obecní byty. Roku 1936 obec Starý i Nový zámek i s parkem od Hugo Blüchera odkoupila. Při bojích o Studénku 30. dubna až 2. května 1945 byla budova značně poškozena; od té doby byla několikrát opravována.
V současnosti zámek využívá město a nachází se v něm obřadní síň, Vagonářské muzeum, knihovna, základní umělecká škola a jiné společensky využívané prostory.
Nový zámek se skládá ze dvou propojených objektů. První je obdélníková, původně barokní a novogoticky přestavěná dvoupodlažní budova s mansardovou střechou a se symetrickým sedmiosým východním (hlavním) průčelím. Fasáda je v rozích zdobena bosáží a v přízemí bosážovými lizénami, které v prvním patře přecházejí v pilastry přesahujícími do tří štítů. Okna v prvním patře mají prosté suprafenestry. V prostředním štítě se nacházejí dvě okna, nad nimi je štukový erb Blücherů z Wahlstattu a pod nimi jejich devíza VORWÄRTS (tj. Kupředu). Nad vstupními dveřmi se nachází litinový balkón přístupný dvěma francouzskými okny. K západnímu (zahradnímu) průčelí jsou přistavěny jednopatrový pavilón se štítem zdobeným volutami a válcová schodištní vížka.
Druhým objektem je k severozápadnímu rohu původní budovy přistavěná věž čtvercového půdorysu, původně tříposchoďová se čtvrtým poschodím přistavěným později a odděleným bohatě tvarovanou římsou. Věž má dva štíty a vysokou stanovou střechu. Její fasáda je hladká s rohovou bosáží, okna mají prosté suprafenestry, stavební ornamenty jsou sladěny s hlavní budovou. Mezi věží a hlavní budovou se nachází druhá schodištní vížka.
Příjezd k Novému zámku je moderně upraven, nacházejí se před ním pomníky padlým z první a druhé světové války.

## Další objekty
Okolo Nového zámku se rozkládá zámecký park anglického stylu o rozloze cca 3 ha, který získal v podstatě dnešní podobu při přestavbě v 60. letech 19. století. Obsahuje řadu botanicky cenných dřevin, mj. památnou lípu velkolistou. Zejména na severní straně parku se zachovala ohradní zeď a v ní, směrem na Bravantice, zděná brána s dřevěným patrem a železnými vraty krytá šindelem, pocházející v dnešní podobě z roku 1866.
Původní hospodářské budovy se v 18. století nalézaly na severovýchodní (=Starý zámek), jihovýchodní a jihozápadní straně zámeckého areálu. Blücherové z Wahlstattu dali v 1. polovině 19. století odstranit původní budovy na jihovýchodní straně a odhalit tak průčelí zámku; pro hospodářské účely nechali postavit nový areál panského dvora na jihozápadní straně parku, dosud v zásadě zachovaný. U nového dvora stojí starší kaple s aliančním znakem Františka Jindřicha Řeplínského z Berečka a jeho manželky Valburgy Terezie Kotulínské z Kotulína z roku 1775(?).

## Galerie

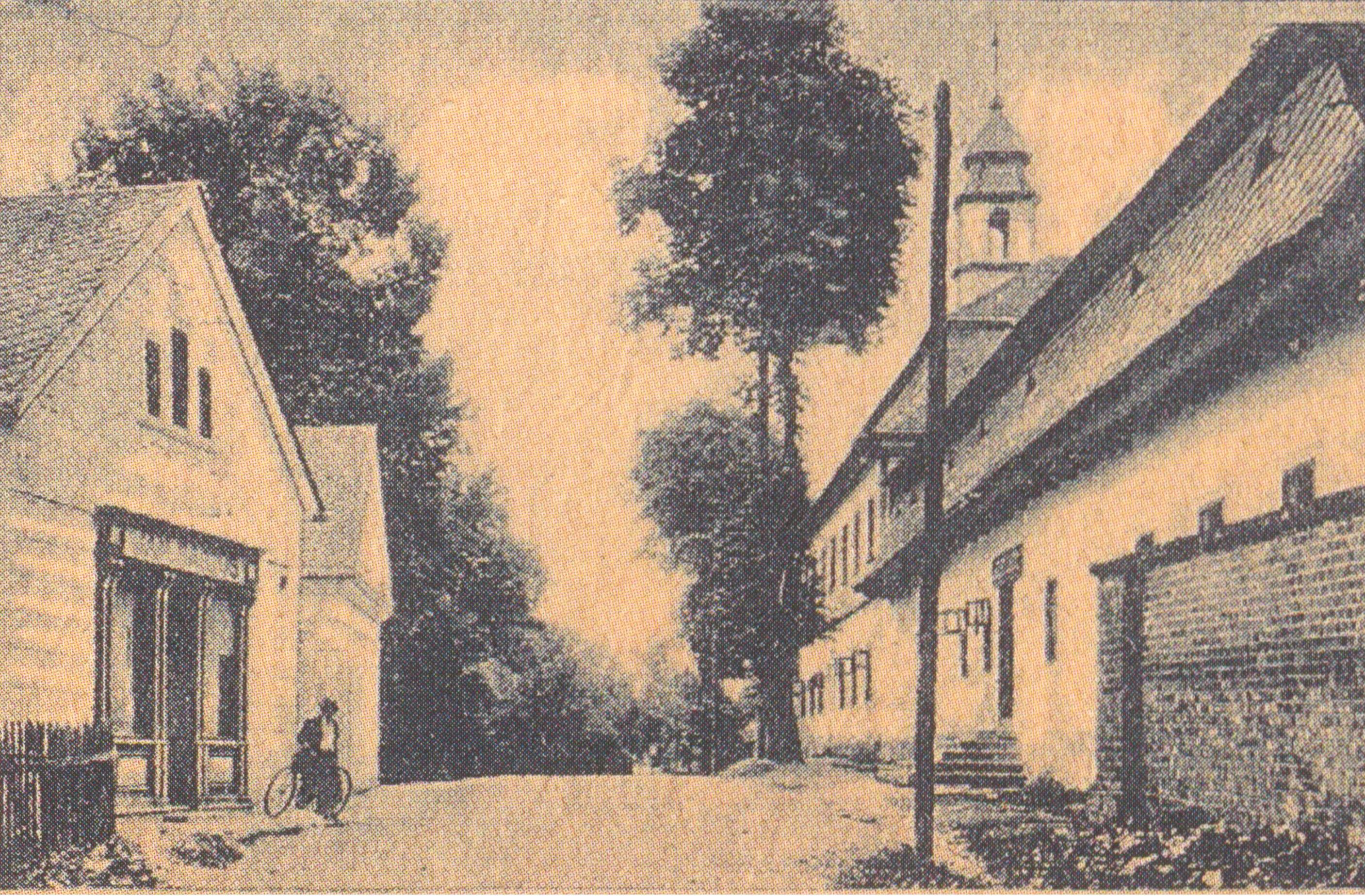
Starý zámek (vpravo) na počátku 20. století
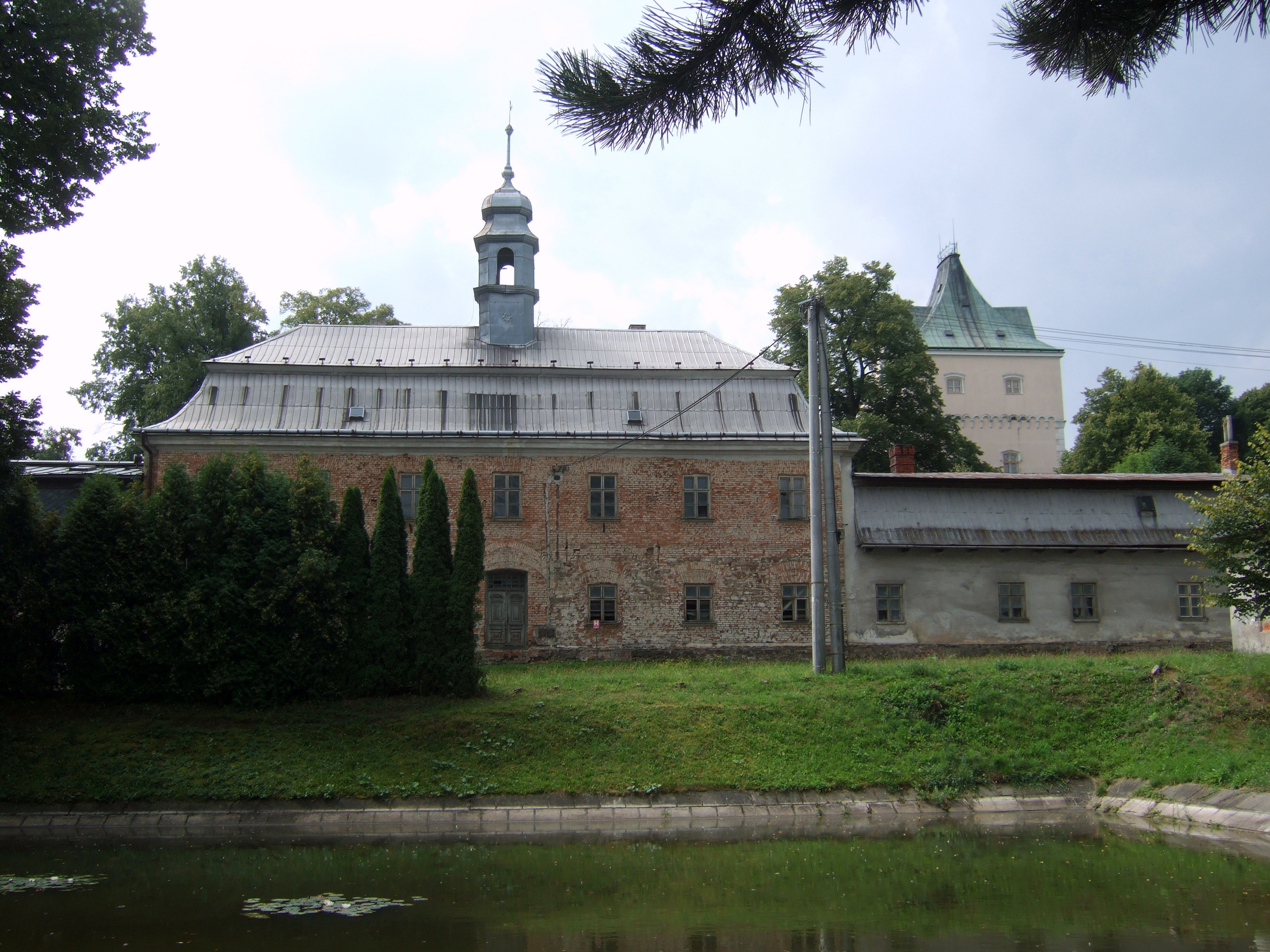
Starý zámek, pohled ze severu
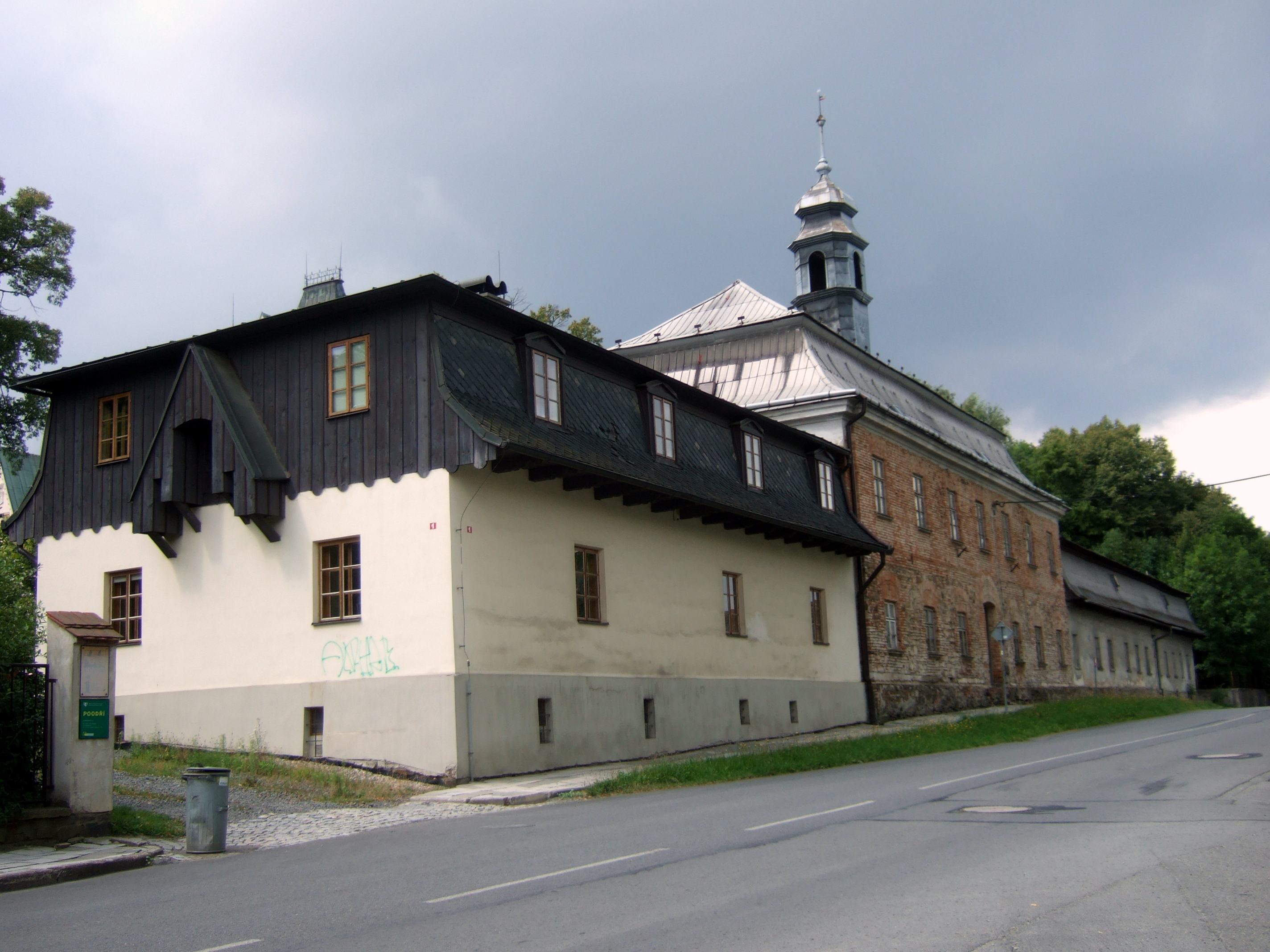
Starý zámek, pohled z východu
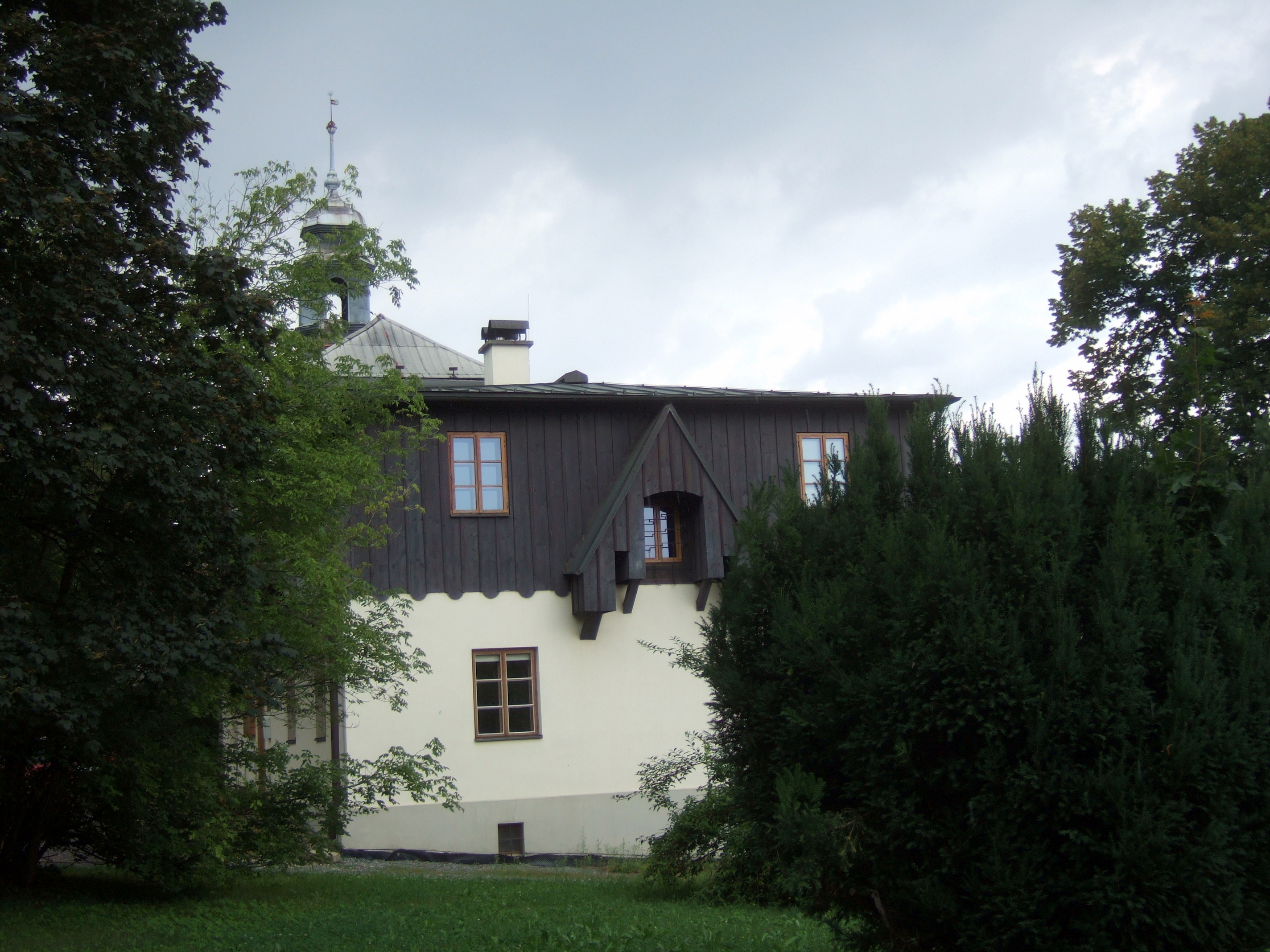
Starý zámek, boční křídlo (sídlo CHKO Poodří), pohled z východu
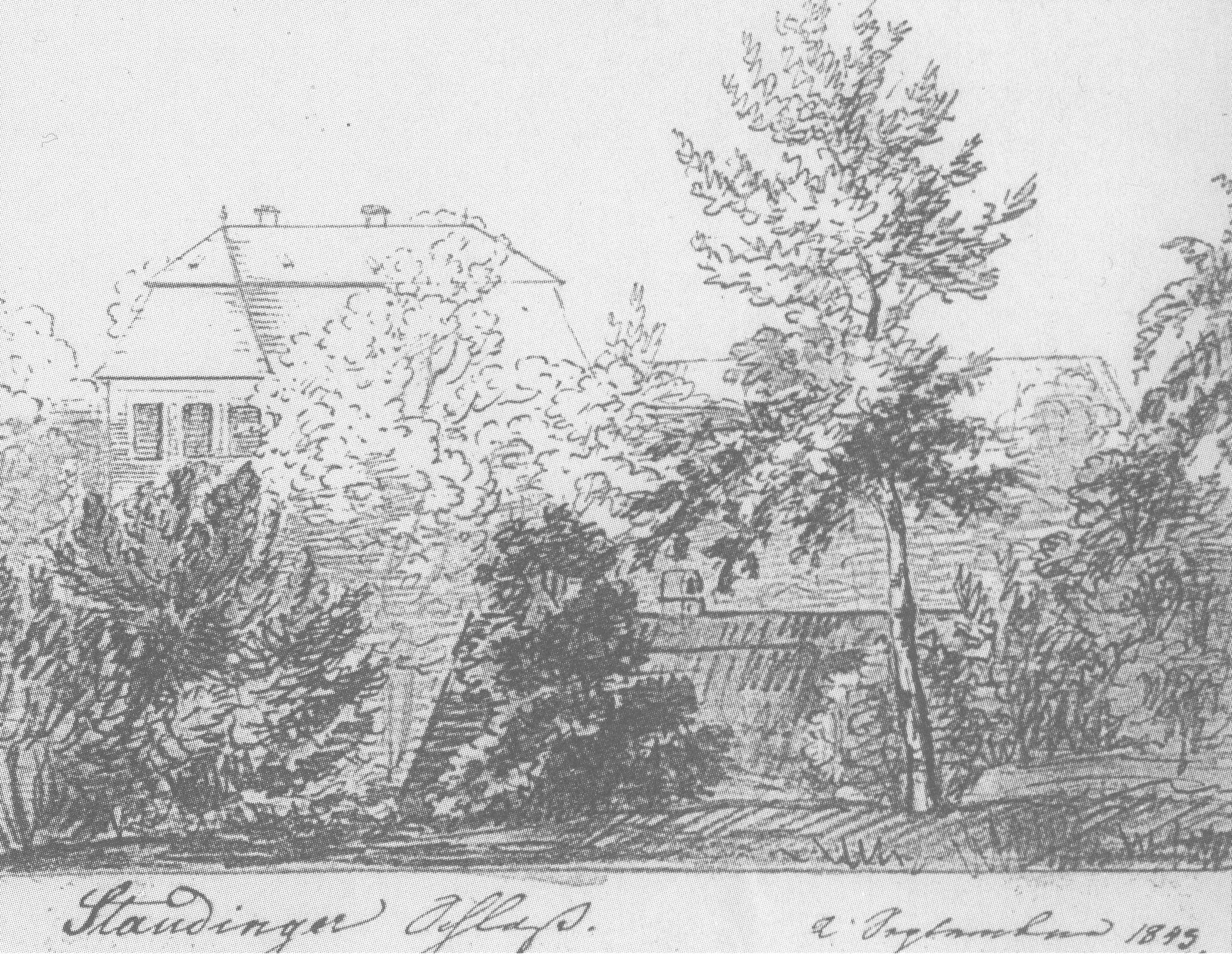
Nový zámek na kresbě Jetty Gallenbergové roz. Skrbenské z Hříště roku 1845, v barokní podobě ještě před novogotickou přestavbou
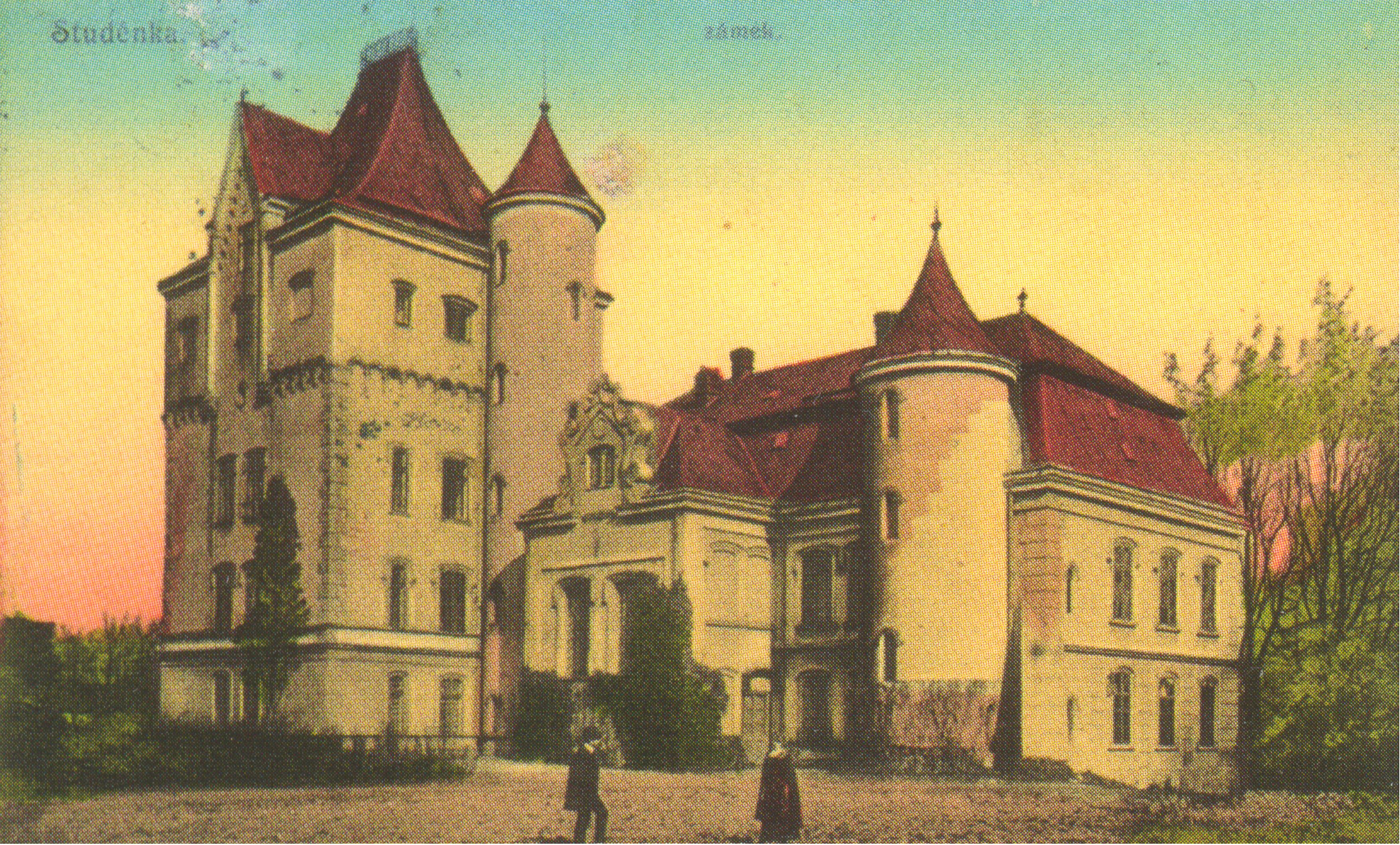
Nový zámek, zahradní průčelí před rokem 1908
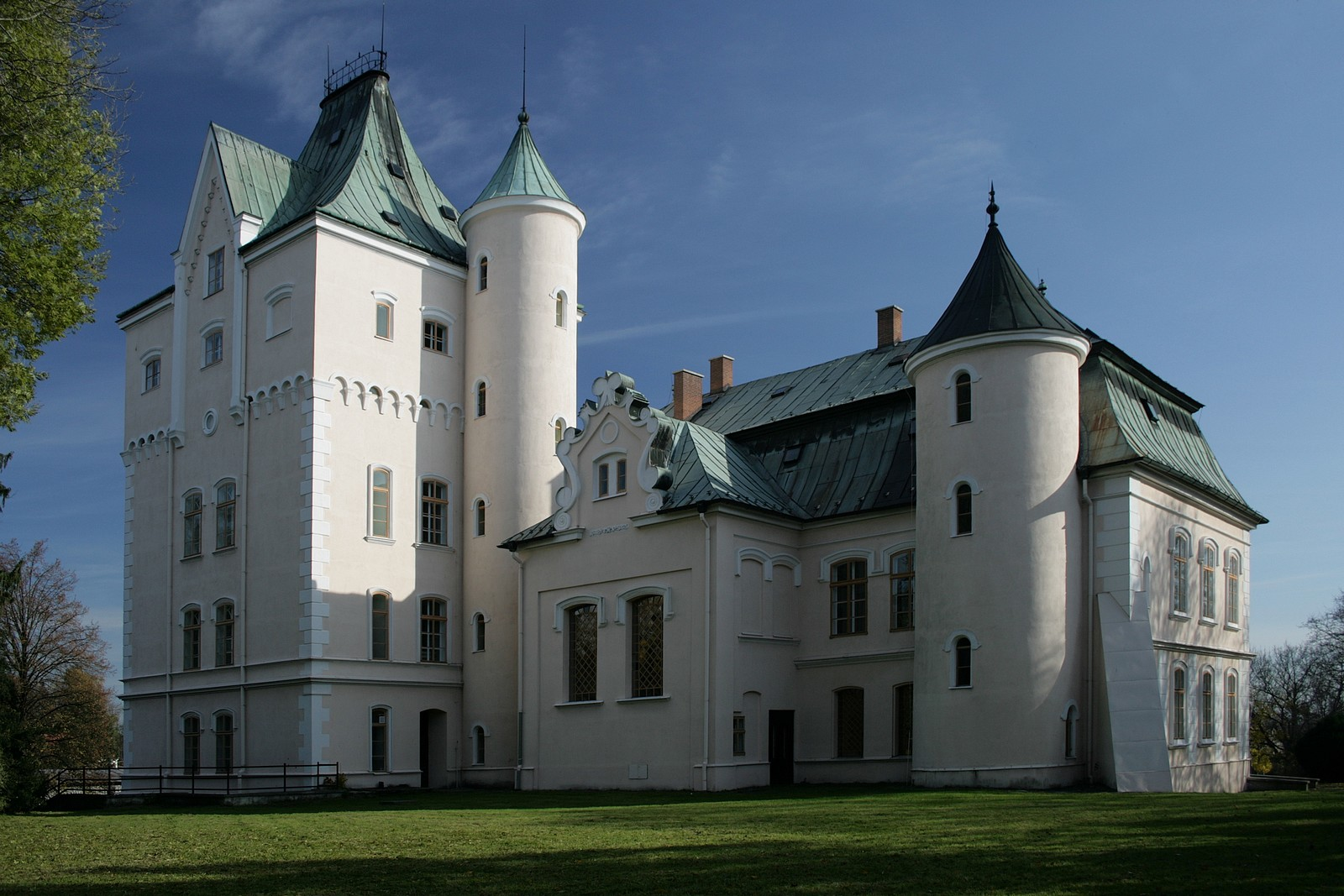
Nový zámek, zahradní průčelí v roce 2010
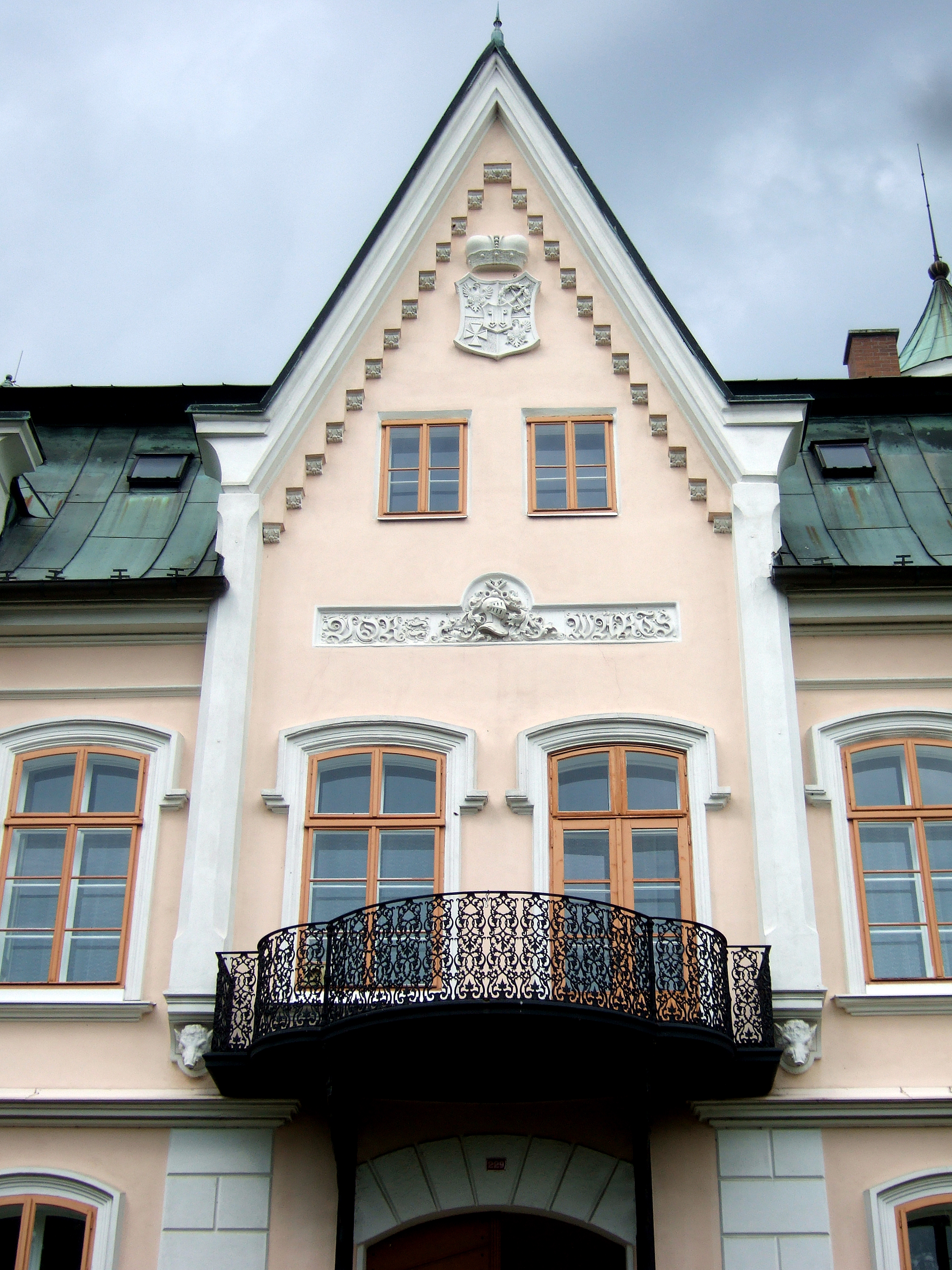
Nový zámek, detail uličního průčelí s erbem a devízou Blücherů z Wahlstattu
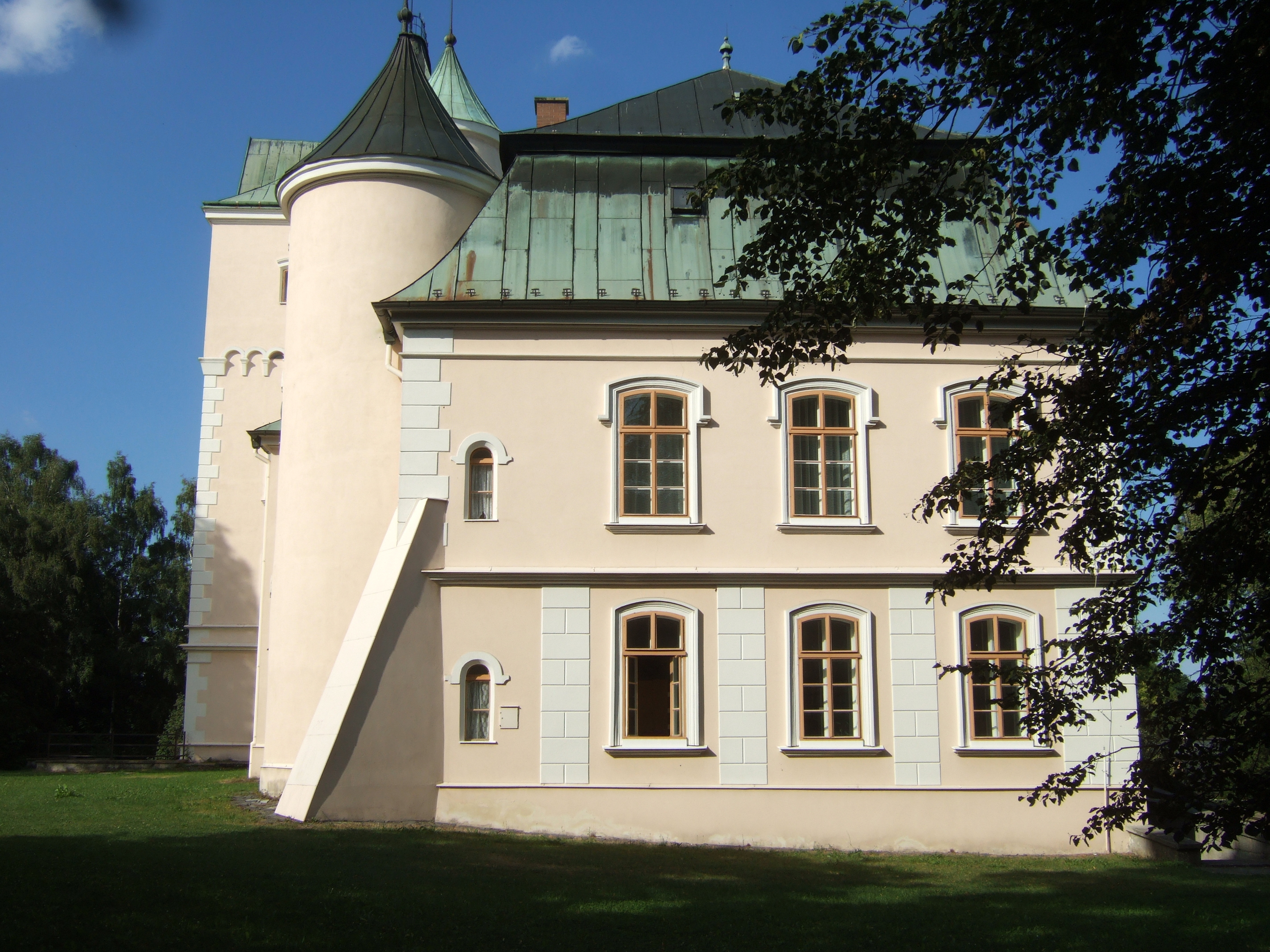
Nový zámek, jižní průčelí
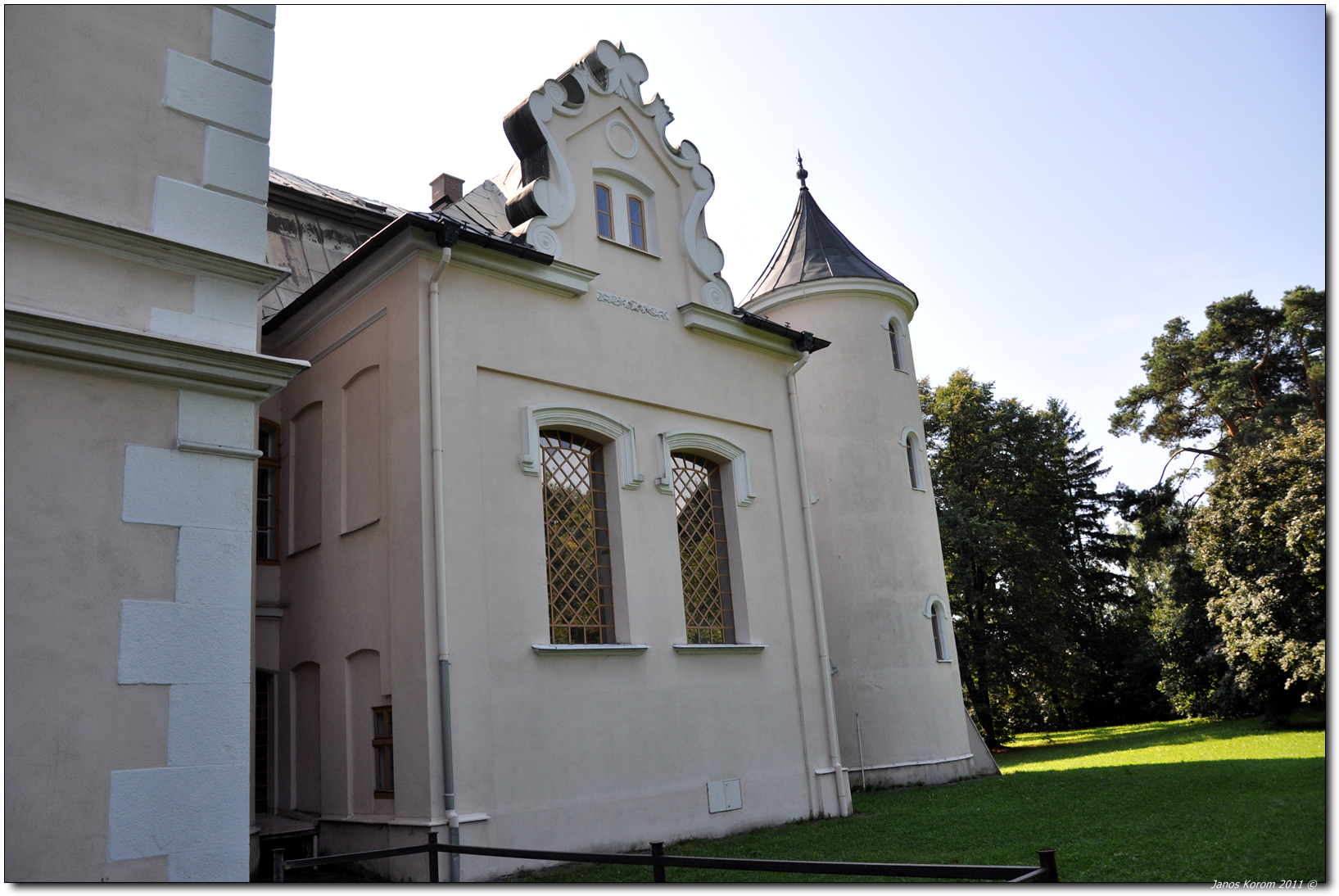
Nový zámek, zahradní pavilon
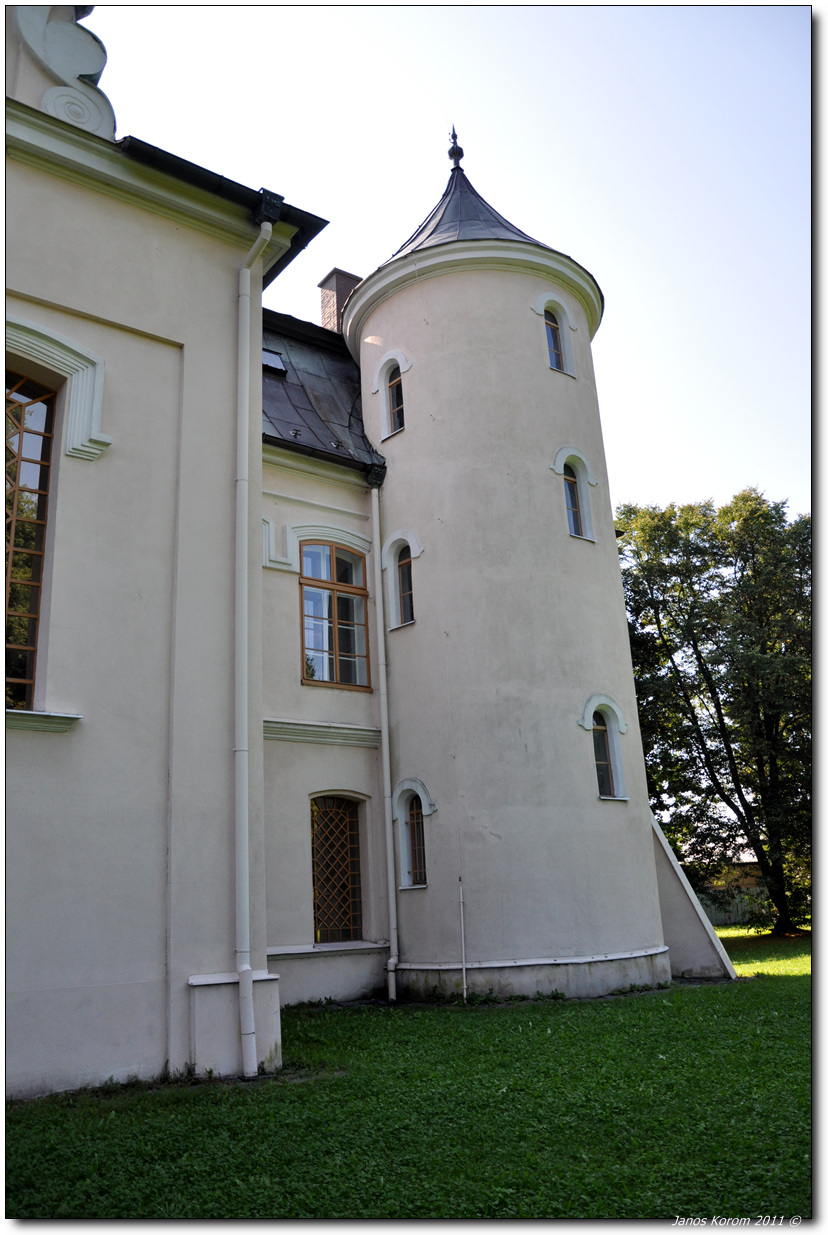
Nový zámek, schodištní vížka hlavní budovy
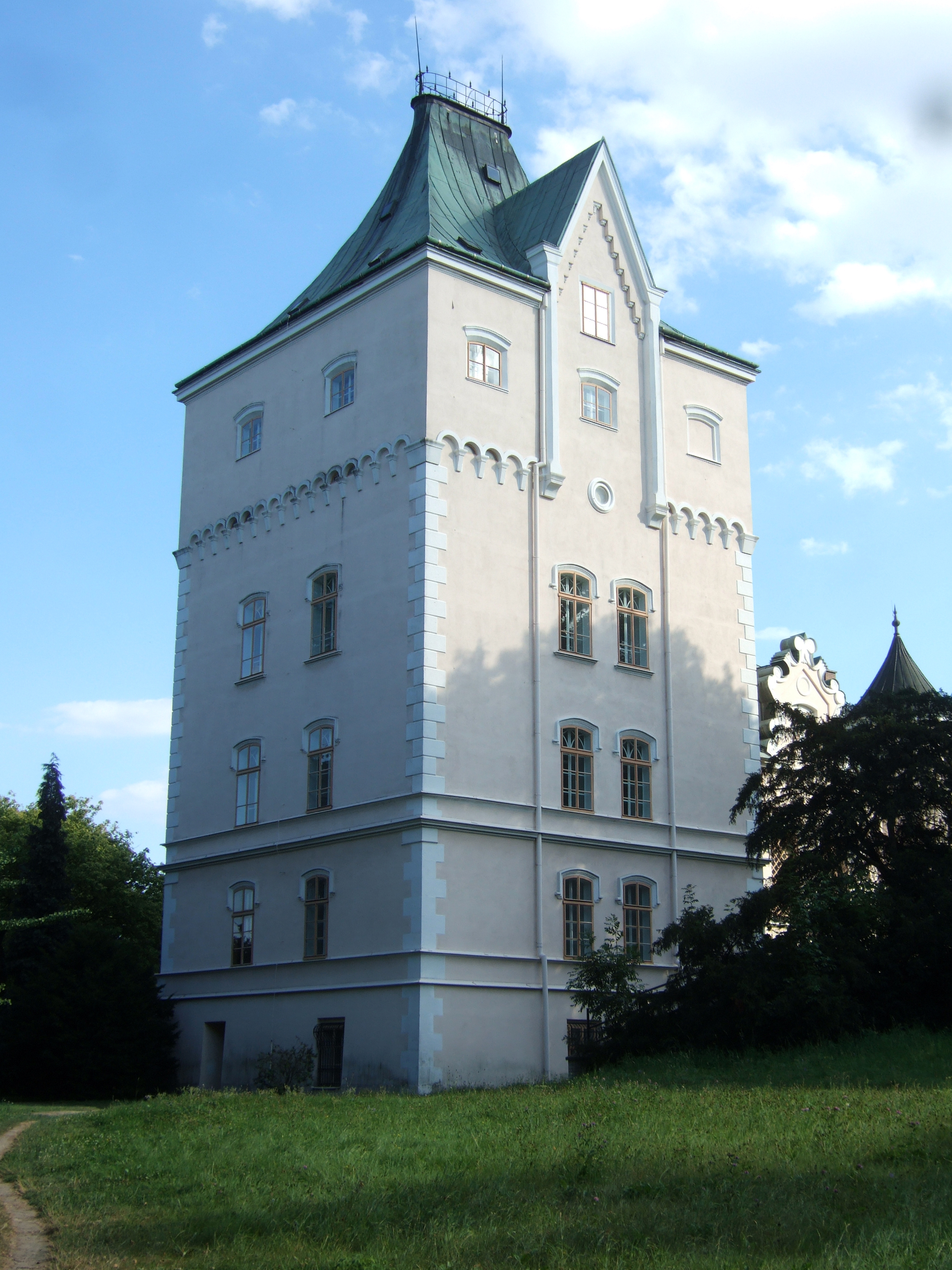
Nový zámek, věž
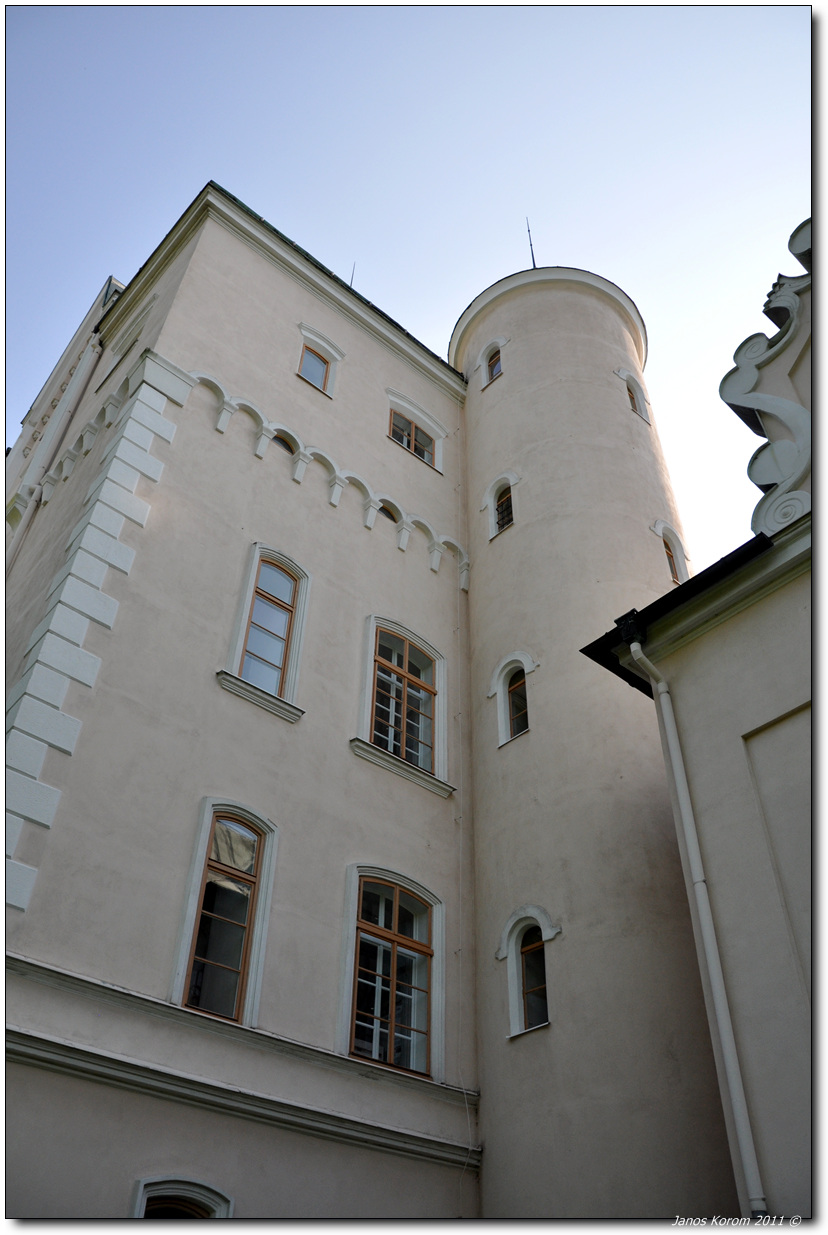
Nový zámek, schodištní vížka věže
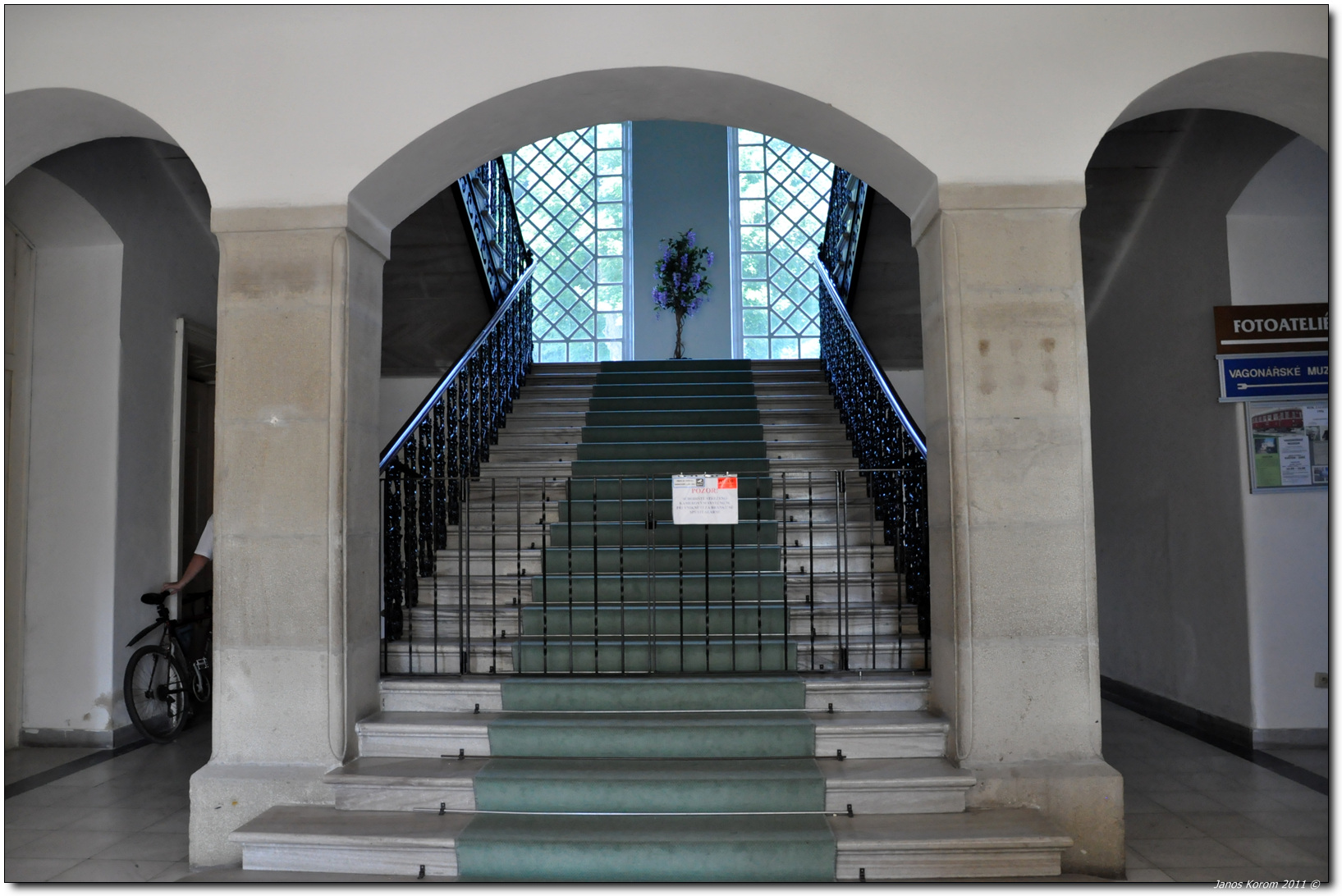
Nový zámek, centrální schodiště
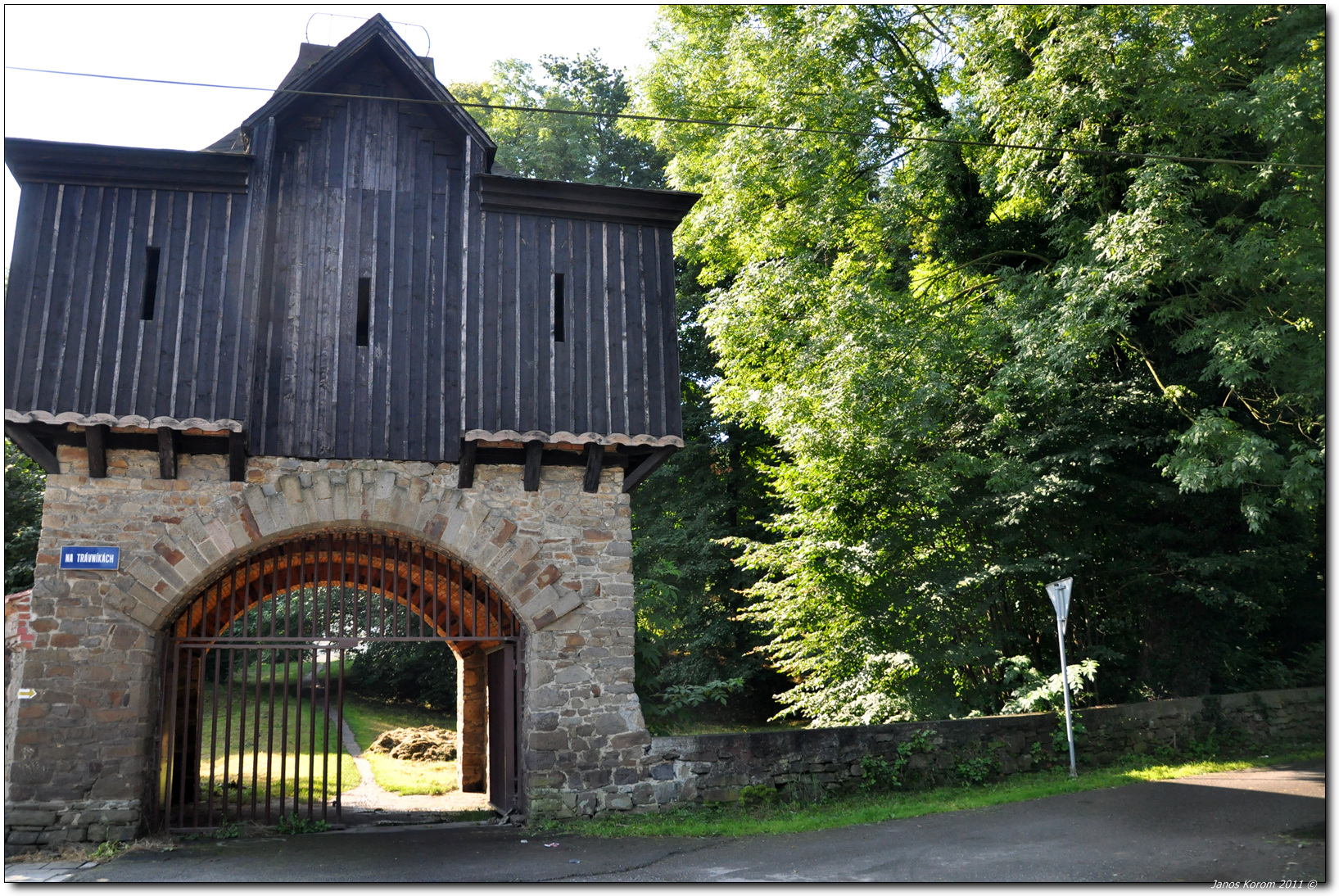
Starý a Nový zámek, zahradní brána, pohled z ulice
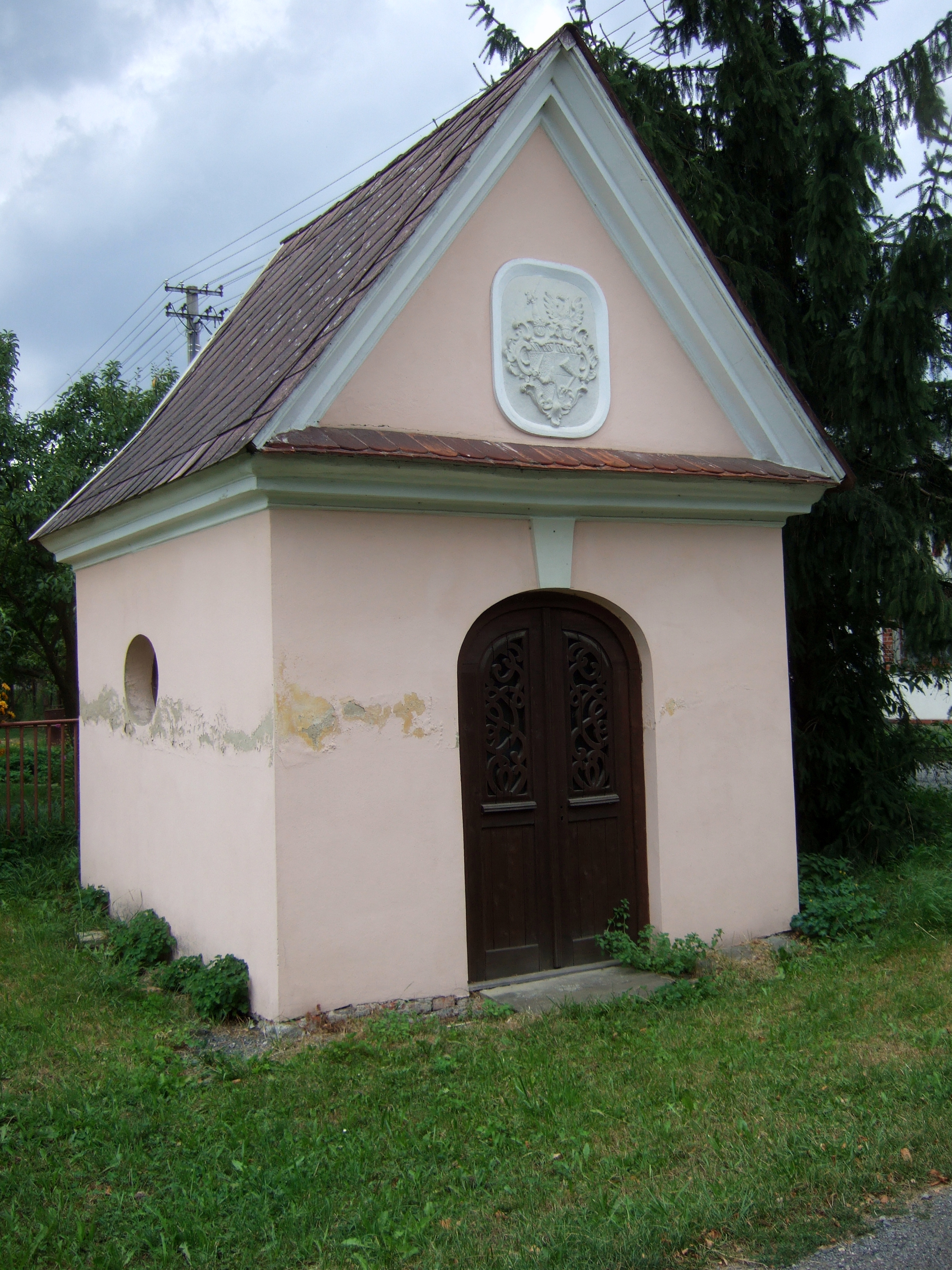
Kaple Řeplínských z Berečka
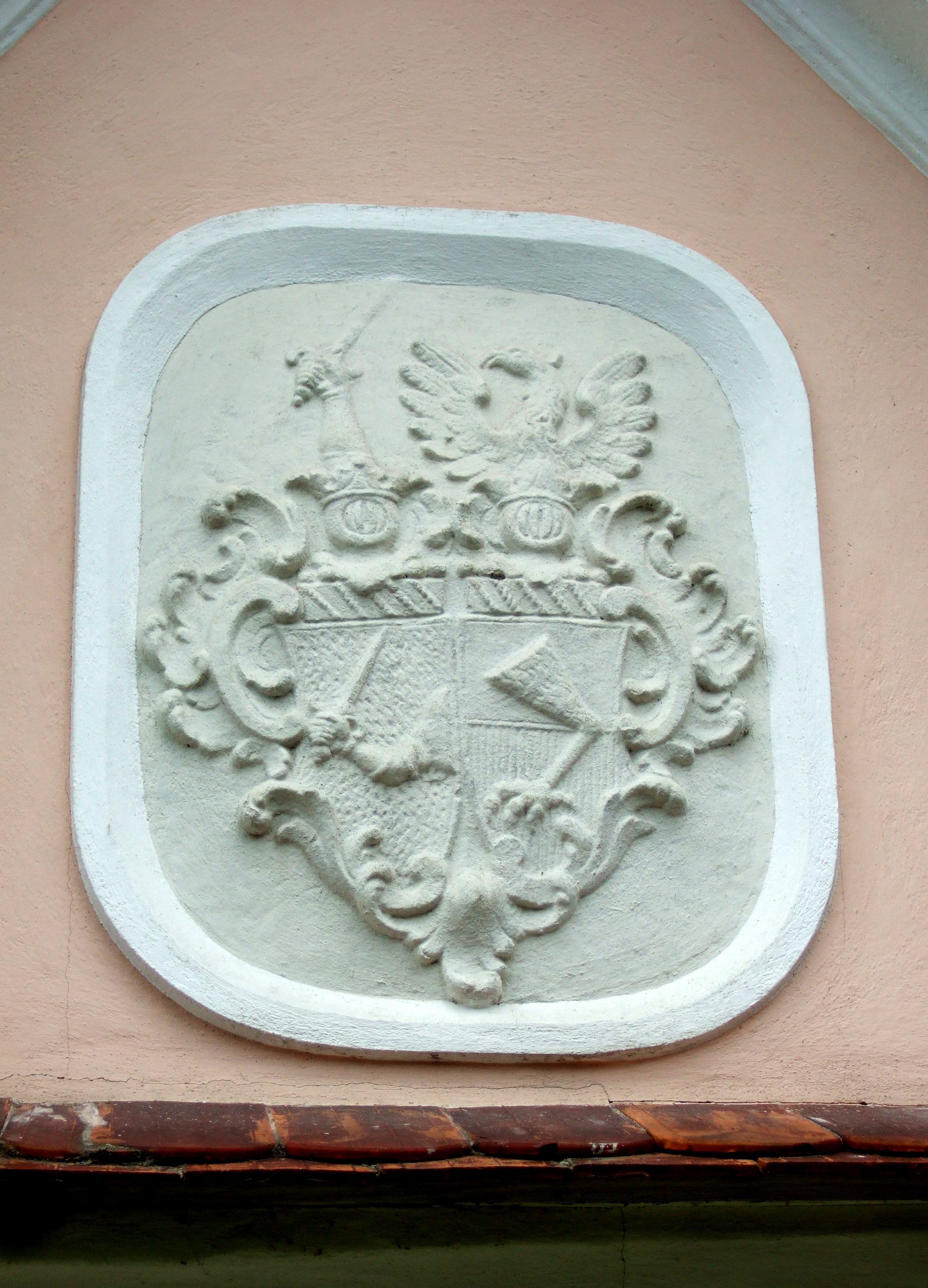
Kaple Řeplínských z Berečka, detail erbu
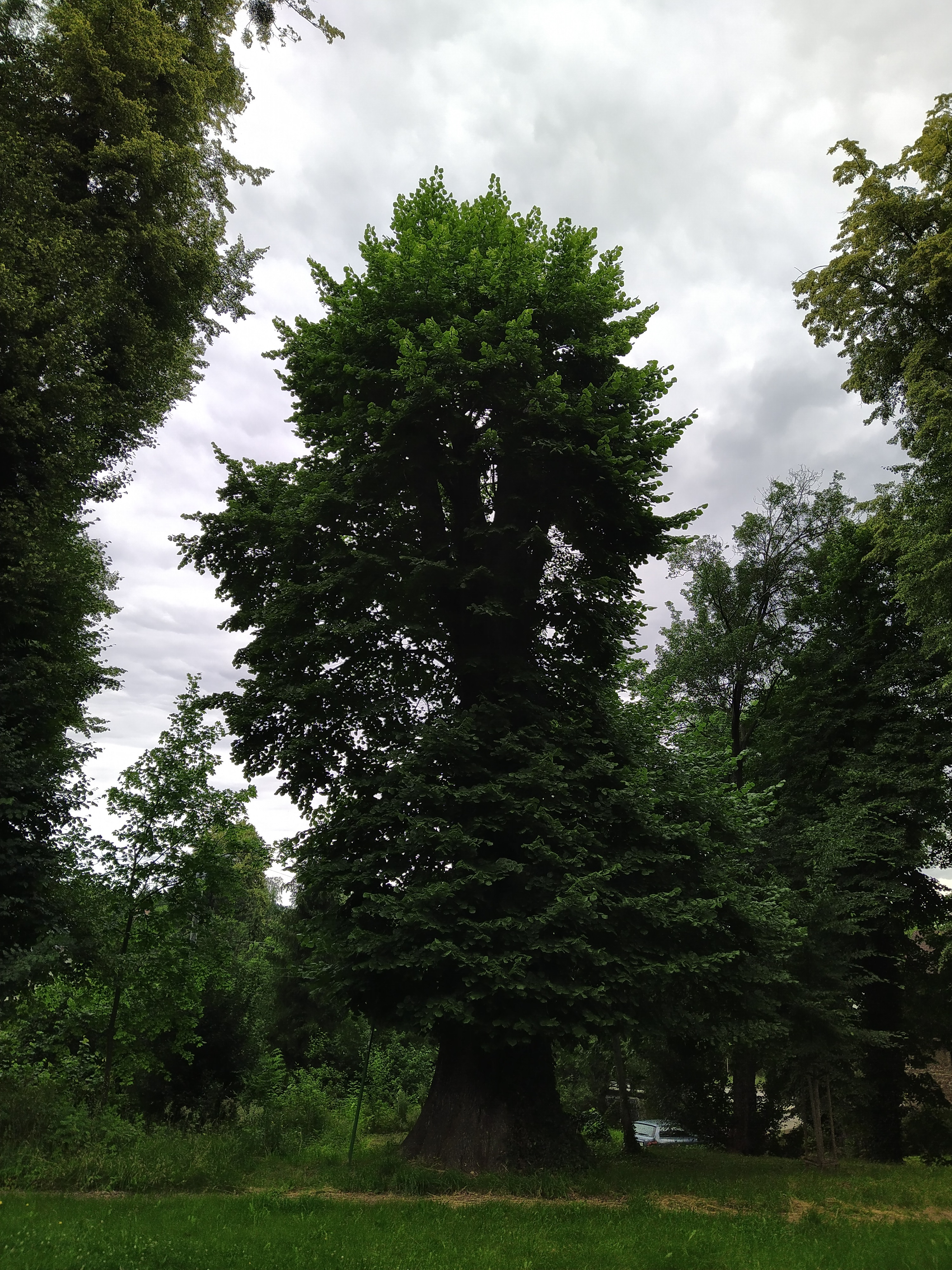
Zámecká lípa
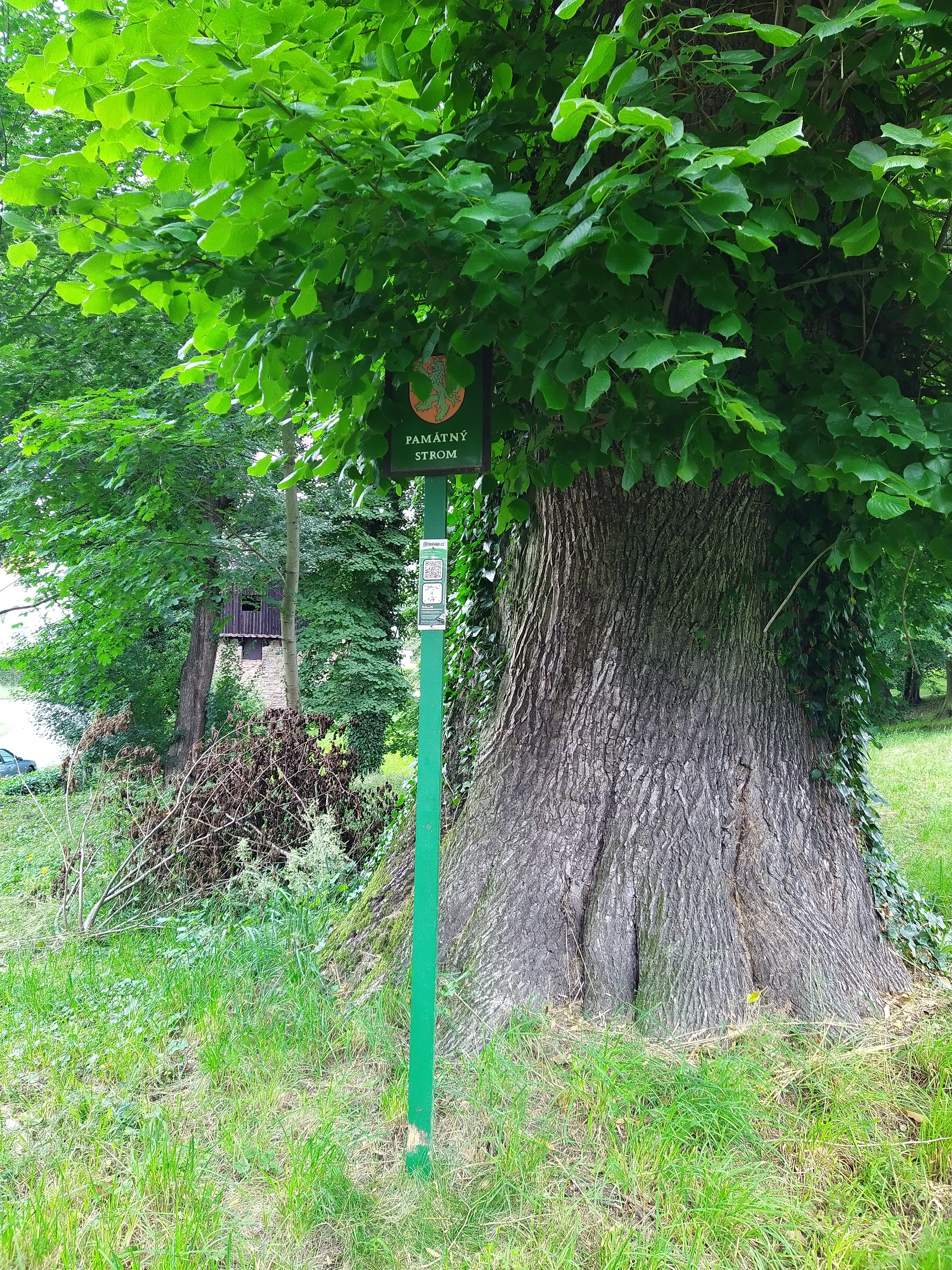
Zámecká lípa, informační cedule